# Камиссония полевая
Камиссония полевая (лат. Camissonia campestris) — травянистое однолетнее растение, вид рода Камиссония (Camissonia) семейства Кипрейные (Onagraceae).

## Описание
Растения 5—25 см высотой, редко до 50 см, стебель стелющийся или прямостоячий.
Листья 5—30 мм длиной и 1—5 мм шириной, от линейных до узко-овальных или узко обратно-ланцетных, края редко пильчатые.
Цветки с четырьмя жёлтыми лепестками, лепестки длиной 5—15 мм и 5—13 мм шириной, у основания лепестков могут быть красные пятна; чашелистиков четыре, 3—8(12) мм длиной. На родине цветёт в марте — мае.
Плод цилиндрическая коробочка, 20—43 мм длиной, 0,7—2 мм шириной.
Семена 0.8—1,6 мм, 0,4-0,6 мм толщиной
Набор хромосом 2n = 14.

## Распространение и экология
Преимущественно растет на открытых, песчаных участках у подножия гор в штатах Калифорния и Невада, в том числе в пустыне Мохаве на высоте до 2000 м над уровнем моря.

## Классификация
По данным сайта ITIS, в пределах вида выделяют 2 подвида:
- Camissonia campestris subsp. campestris (Greene) P.H. Raven
- Camissonia campestris subsp. obispoensis P.H. Raven

По информации базы данных The Plant List (2013), в синонимику вида входят следующие названия:
- Camissonia campestris subsp. campestris (Greene) P.H. Raven
- Oenothera campestris (Greene)
- Sphaerostigma campestre (Greene) Small
- Sphaerostigma dentatum subsp. campestre (Greene) Johans.